# تامجونت (بورد)
تامجونت هي إحدى مشيخات المملكة المغربية، تتبع جغرافيا لإقليم تازة وإداريًا لبورد. يقدر عدد سكانها بـ 5871 نسمة حسب الإحصاء الرسمي للسكان والسكنى لسنة 2004.